# Смит, Уилл (хоккеист)
Уи́лл Смит (англ. Will Smith; род. 17 марта 2005, Бостон, Массачусетс) — американский хоккеист, центральный нападающий клуба НХЛ «Сан-Хосе Шаркс». Серебярный призёр юниорского чемпионата мира 2022 года, победитель юниорского чемпионата мира 2023 года в составе юниорской сборной США. Победитель молодёжного чемпионата мира 2024 года в составе молодёжной сборной США. Чемпион мира 2025 года в составе сборной США.
На драфте НХЛ 2023 года был выбран клубом «Сан-Хосе Шаркс» в первом раунде под общим четвёртым номером.

## Биография
Центральный нападающий команды NHL «Сан-Хосе Шаркс».
Родился 17.03.2005 в Бостоне, Массачусетс, США.
Уилл Смит был выбран командой «Сан-Хосе Шаркс» под четвертым номером на драфте НХЛ 2023 года.
Менее чем через год Смит подписал контракт новичка с «Шаркс» 28 мая 2024 года и начал свой сезон новичка в НХЛ. Он забил свои первые два гола в НХЛ, чтобы помочь «Шаркс» победить «Чикаго» со счетом 3:2 31 октября. В возрасте 19 лет и 228 дней Смит стал самым молодым игроком, родившимся в США, забившим несколько голов в одной игре с тех пор, как Коул Силлинджер сделал хет-трик за «Коламбус Блю Джекетс» 13 марта 2022 года (18 лет, 301 день), и самым молодым игроком в истории «Шаркс», сделавшим это после Патрика Марло 17 марта 1999 года (19 лет, 183 дня).
Смит также помог США выиграть золотую медаль на чемпионате мира среди юниоров IIHF 2024 года, набрав девять очков (пять голов, четыре передачи) в семи играх. Являлся лидером среди игроков дивизиона NCAA I с 71 очком (25 голов, 41 передача) в 41 игре, будучи первокурсником в Бостонском колледже. Вошел в десятку финалистов премии Hobey Baker Award как лучший игрок мужского дивизиона I и установил школьный рекорд по количеству очков среди первокурсников.